# Code 18
Code_18, est un jeu vidéo de type visual novel — roman vidéoludique en français — développé et édité par Cyberfront, sorti en 2011 sur PlayStation Portable et Xbox 360 puis sur Windows. Il est le redémarrage de la série Infinity.

## Système de jeu
Comme le reste de la série Infinity, Code_18 est un visual novel, on suit une histoire, tout en admirant les images et les animations des personnages. Un fond musical accompagne le tout. Les voix des personnages sont également présentes.
Les interactions du joueur se limitent donc à faire des choix, cliquer pour lire le texte suivant, ou faire défiler les images et les sons. L'option de défilement automatique réduit presque les interactions du joueur à zéro ; seul la sélection de choix demande une interaction du joueur quand ce mode est actif.
Le jeu possède plusieurs histoires (appelées routes). À certains moments, le joueur se voit donc proposer un choix qui influencera l'histoire, la faisant évoluer dans une direction ou une autre.
Au contraire de la plupart des jeux de la série, le jeu ne peut se jouer que d'un seul point de vue, celui de Hayato Hino.

## Accueil
- Famitsu : 26/40 (X360)[1]